# Marc Letori (edil)
Marc Letori (llatí: Marcus Laetorius) va ser un centurió primi pili del que es diu que va ser el primer magistrat d'origen plebeu l'any 495 aC, escollit suposadament ja abans de la secessió de Mons Sacer i l'elecció dels primers tribuns de la plebs.
Va ser escollit per organitzar un col·legi de mercats, per dedicar un temple a Mercuri i per ocupar-se de la superintendència del mercat del gra. Pel que sembla ostentà el càrrec d'edil plebeu, càrrec que hauria precedit al tribunat.